# Luca Gugolz
Lucas Gugolz (* 2004) ist ein deutscher Filmschauspieler.

## Leben
2018 bis 2022 hatte Gugolz mit sechs Folgen in der Fernsehserie Der Ranger – Paradies Heimat sein Fernsehdebüt. 2022 hatte er seine erste Filmrolle in Honecker und der Pastor.

## Filmografie
- 2018–2022: Der Ranger – Paradies Heimat (Jonas Waldek, Fernsehserie, 6 Folgen)
  - 2018: Wolfsspuren
  - 2018: Vaterliebe
  - 2020: Entscheidung
  - 2020: Zeit der Wahrheit
  - 2020: Sturm
  - 2022: Zusammenhalt
- 2022: Honecker und der Pastor (Fernsehfilm)
- 2022: Jenseits der Spree (Fernsehserie, Folge 2x01)
- 2023: WatchMe – Sex sells (Fernsehserie, 6 Folgen)